# H2O: Syrenie przygody
H2O: Syrenie przygody (ang. H2O: Mermaid Adventures) – australijski serial animowany z 2015 roku, wyprodukowany przez Les Cartooneurs Associés i Fantasia Animation, powstały na podstawie serialu telewizyjnego H2O – wystarczy kropla. Reżyserem serialu jest Tian Xiao Zhang.
Premiera serialu odbyła się 22 maja 2015 na stronie internetowej platformy Netflix.

## Fabuła
Serial opisuje perypetie trzech dziewczyn – Emmy Gilbert, Cleo Sertori i Rikki Chadwick, które odkrywają tajemniczą wyspę Mako i wpadają do jeziorka podczas pełni, by zmienić swoje życie. Dziewczyny dowiadują się, że po zetknięciu z wodą zmieniają się w syreny. Przyjaciółki postanawiają wyruszyć do podwodnego świata, by poznać nowych przyjaciół i przeżyć niesamowite przygody pod wodą.

## Wersja polska
Opracowanie wersji polskiej: Studio Tercja Gdańsk

W wersji polskiej wystąpili:
- Karolina Piwosz – Cleo Sertori
- Aleksandra Lis – Emma Gilbert
- Joanna Niemczyk – Rikki Chadwick
- Marek Głuszczak – Lewis McCartney
- Karol Szałapski –
  - Krab Bernie,
  - Byron
- Mikołaj Mikołajewski – Zane Bennet
- Małgorzata Musiała –
  - Miriam Kent,
  - Płaszczka Sue
- Tomasz Pionk – Elliot Gilbert
- Jacek Labijak – pan Lambert
- Mateusz Brzeziński – Don Sertori
- Mateusz Deskiewicz – Terry Chadwick
- Laura Haras-Cejrowska –
  - Meduza Klotylda,
  - Żółwik Teddy,
  - Kim Sertori
- Tomasz Przysiężny – burmistrz

i inni
Lektor tytułów odcinków: Jacek Labijak

Piosenkę tytułową śpiewa: Małgorzata Musiała

## Spis odcinków
| Światowa premiera | N/o | Polski tytuł                     | Angielski tytuł                 |
| ----------------- | --- | -------------------------------- | ------------------------------- |
|                   |     |                                  |                                 |
| SERIA PIERWSZA    |     |                                  |                                 |
|                   |     |                                  |                                 |
| 22.05.2015        | 01  | Tajemnica wyspy Mako             | The Secret of Mako Island       |
|                   |     |                                  |                                 |
| 22.05.2015        | 02  | Złapane w sieć                   | Caught in the Net               |
|                   |     |                                  |                                 |
| 22.05.2015        | 03  | Biała syrena                     | The White Mermaid               |
|                   |     |                                  |                                 |
| 22.05.2015        | 04  | Sztormowa impreza urodzinowa     | A Stormy Party                  |
|                   |     |                                  |                                 |
| 22.05.2015        | 05  | Hotel na wyspie Mako             | Mako Island Hotel               |
|                   |     |                                  |                                 |
| 22.05.2015        | 06  | Tajemnicze wodorosty             | The Mysterious Seaweed          |
|                   |     |                                  |                                 |
| 22.05.2015        | 07  | Żółwie i torby                   | It's in the Bag!                |
|                   |     |                                  |                                 |
| 22.05.2015        | 08  | Tajemnica zatoki delfinów        | Dolphin City Triangle           |
|                   |     |                                  |                                 |
| 22.05.2015        | 09  | Córka Posejdona                  | Poseidon's Daughter             |
|                   |     |                                  |                                 |
| 22.05.2015        | 10  | Nowa maskotka Delfinowego Brzegu | Dolphin City Mascot             |
|                   |     |                                  |                                 |
| 22.05.2015        | 11  | Złe fale                         | Bad Waves                       |
|                   |     |                                  |                                 |
| 22.05.2015        | 12  | Straszny ból paszczy             | Jaws-ache!                      |
|                   |     |                                  |                                 |
| 22.05.2015        | 13  | Zaginiony pierścień              | The Lost Ring                   |
|                   |     |                                  |                                 |
| 15.07.2015        | 14  | Zaginione błazenki               | Reported Missing                |
|                   |     |                                  |                                 |
| 15.07.2015        | 15  | Luka w pamięci                   | Memory Lapse                    |
|                   |     |                                  |                                 |
| 15.07.2015        | 16  | Walentynki                       | Valentine's Day                 |
|                   |     |                                  |                                 |
| 15.07.2015        | 17  | Gdzie jest biały Robby           | Kidnapped!                      |
|                   |     |                                  |                                 |
| 15.07.2015        | 18  | Niesamowite zjawisko             | A Strange Phenomenon            |
|                   |     |                                  |                                 |
| 15.07.2015        | 19  | Troskliwa opieka                 | Handle with Care                |
|                   |     |                                  |                                 |
| 15.07.2015        | 20  | Powrót białej syreny             | The Return of the White Mermaid |
|                   |     |                                  |                                 |
| 15.07.2015        | 21  | Trzy dni pod wodą                | Three Days Underwater           |
|                   |     |                                  |                                 |
| 15.07.2015        | 22  | Pojedynek robotów                | Robot Duel                      |
|                   |     |                                  |                                 |
| 15.07.2015        | 23  | Potwór z Zatoki Delfinów         | The Creature from the Bay       |
|                   |     |                                  |                                 |
| 15.07.2015        | 24  | Podwodny zamach stanu            | Underwater Takeover             |
|                   |     |                                  |                                 |
| 15.07.2015        | 25  | Nadciąga niebezpieczeństwo       | Imminent Danger                 |
|                   |     |                                  |                                 |
| 15.07.2015        | 26  | W pułapce                        | Trapped                         |
|                   |     |                                  |                                 |